# Joe Dakota (film, 1957)
 (août 2025).
Motif : aucune source secondaire centrée
- Archive Wikiwix
- Bing
- Cairn
- DuckDuckGo
- E. Universalis
- Gallica
- Google
- G. Books
- G. News
- G. Scholar
- Persée
- Qwant
- (zh) Baidu
- (ru) Yandex
- (wd) trouver des œuvres sur Wikidata

| 1. | Préciser le motif de la pose du bandeau. | Précisez le motif de la pose du bandeau en utilisant la syntaxe suivante : {{admissibilité à vérifier\|date=août 2025\|motif=remplacez ce texte par le motif}}                               |
| 2. | Informer les utilisateurs concernés.     | Pensez à avertir le créateur de l'article, par exemple, en insérant le code ci-dessous sur sa page de discussion : {{subst:avertissement admissibilité à vérifier\|Joe Dakota (film, 1957)}} |

Pour les articles homonymes, voir Joe Dakota.
Joe Dakota est un western américain réalisé par Richard Bartlett (en) en 1957.

## Synopsis
Un inconnu arrive dans une ville pour retrouver un vieil ami indien. Arrivé sur la propriété de son ami, il se heurte à l'hostilité et au mutisme des habitants qui ont trouvé du pétrole sur le terrain et lui annoncent que son ami a disparu.

## Fiche technique
- Titre : Joe Dakota
- Réalisateur : Richard Bartlett (en)
- Scénario : Norman Jolley, William Talman
- Photographie : George Robinson
- Direction artistique : Alexander Golitzen, Bill Newberry
- Son : Leslie I. Carey, Joe Lapis
- Montage : Fred MacDowell
- Musique : Joseph Gershenson
- Costumes : Marilyn Sotto
- Production : Howard Christie
- Maisons de production : Universal Pictures
- Pays de production :  États-Unis
- Langue : anglais
- Format : couleurs (Eastmancolor) - 35 mm -  1.85 : 1 - Son Mono
- Durée : 79 minutes
- Genre : western
- Dates de sortie : 
  - États-Unis : 27 octobre 1957
  - France : 21 mars 1958
- Affiche : Guy-Gérard Noël (France)

## Distribution
- Jock Mahoney : Joe Dakota
- Luana Patten : Jody Weaver
- Charles McGraw : Cal Moore
- Barbara Lawrence : Myrna Weaver
- Claude Akins : Aaron Grant
- Lee Van Cleef : Adam Grant
- Anthony Caruso : Marcus Vizzini
- Paul Birch : Frank Weaver
- George Dunn : Jim Baldwin
- Steve Darrell : Sam Cook
- Rita Lynn : Rosa Vizzini
- Gregg Barton : Tom Jensen
- Anthony Jochim : Claude Henderson
- Jeane Wood : Bertha Jensen
- Juney Ellis : Ethel Cook
- Francis McDonald : l'indien
- Mario Pisu : Marcus Vizzini
- Gianfranco Bellini : Jim Baldwin

## Autour du film
- L'histoire du film possède de nombreuses similarités avec un western de John Sturges réalisé deux ans plus tôt, Un homme est passé.